# Johann Leopold Sasko-Kobursko-Gothajský
Johann Leopold Sasko-Kobursko-Gothajský (německy: Johann Leopold Wilhelm Albert Ferdinand Viktor; 2. srpna 1906, zámek Callenberg – 4. května 1972, Grein) byl nejstarší syn vévody Karla Eduarda Sasko-Kobursko-Gothajského a princezny Viktorie Adléty Šlesvicko-Holštýnsko-Sonderbursko-Glücksburské.

## Mládí
Johann Leopold se narodil 2. srpna 1906 na zámku Callenberg v Coburgu jako nejstarší syn vévody Karla Eduarda Sasko-Kobursko-Gothajského a princezny Viktorie Adléty Šlesvicko-Holštýnsko-Sonderbursko-Glücksburské.
Byl dědicem trůnu od svého narození až do nucené abdikace svého otce v Sasku-Kobursku-Gothajsku dne 18. listopadu 1918. Abdikace byla důsledkem německé revoluce.
Johann Leopold se jako mladík v německém politicky neklidném období po první světové válce zapojil do pravicové polovojenské činnosti podporované jeho otcem.

## Manželství
Karel Eduard doufal, že se mu podaří uspořádat sňatek mezi princem Johannem Leopoldem a princeznou Juliánou, předpokládanou dědičkou jeho sestřenice královny Viléminy Nizozemské. Sňatek se nikdy neuskutečnil a Karel Eduard z toho obviňoval svého „neužitečného“ syna.
První manželkou Johanna Leopolda byla baronka Feodora Marie Alma Margarete von der Horst (1905–1991), která se v roce 1931 rozvedla s Wolfem Sigismundem, baronem Perglerem von Perglas. Morganaticky se vzali 9. března 1932. Princ byl v době sňatku nucen vzdát se svých vlastních nástupnických práv. Manželé měli tři děti a rozvedli se 27. února 1962. Jeho druhou manželkou byla Maria Theresa Elizabeth Reindlová (1908–1996), s níž se morganaticky oženil 3. května 1963. Děti neměli.

## Potomci
Princ měl se svou první ženou tři děti, všem bylo znemožněno nástupnictví na trůn Sasko-Kobursko-Gothajského vévodství. Nebylo jim zabráněno nastoupit na trůn vévodství Albany.
| Jméno                                                                               | Narození                   | Úmrtí                                     | Poznámky |
| ----------------------------------------------------------------------------------- | -------------------------- | ----------------------------------------- | --- |
| Děti baronky Feodory von der Horst                                                  |                            |                                           | |
| Karolína Matylda Adelheid Sibyla Marianna Erika, sasko-kobursko-gothajská princezna | 5. dubna 1933; Hirschberg  |                                           | - Vdaná se 5. prosince 1953 za Michaela Nielsena (12. srpna 1923 – 20. září 1975). Měla dvě dcery Markétu Brigitte (* 30. září 1954) a Renatu Kristýnu (* 4. února 1957). Markéta má dvě děti. |
| Arnošt Leopold, sasko-kobursko-gothajský princ                                      | 14. ledna 1935; Hirschberg | 27. června 1996; Bad Wiessee (sebevražda) | - Poprvé se oženil 4. února 1961 s Ingeborg Henigovou. Rozvedli se v roce 1963 a měli jednoho syna Huberta, sasko-kobursko-gothajského prince. - Podruhé se oženil 29. května 1963 s Gertrůdou Monikou Pfeifferovou. Rozvedli se v roce1985. Měli dvě dcery Viktorii a Alici, a tři syny, Arnošta-Josias, Karla-Eduarda a Ferdinanda-Kristiána. - Potřetí se oženil 20. ledna 1986 se Sabine Billerovou se kterou spáchal sebevraždu. Neměli potomky. |
| Petr Albert Fridrich Josias, sasko-kobursko-gothajský princ                         | 12. června 1939; Drážďany  |                                           | - Oženil se 12. května 1964 s Roswithou Henriette Breuerovou (1. září 1945 – 10. října 2013). Měli dva syny Petera a Malteho. |

## Vývod z předků
|                                                        |                                                                   |  |                                                               |                                                                      |  |  |  |  |  |  |  | Arnošt I. Sasko-Kobursko-Saalfeldský |
|                                                        |                                                                   |  |                                                               |                                                                      |  |  |  |  |  |  |  |                                      |
|                                                        | Albert Sasko-Kobursko-Gothajský                                   |  |                                                               |                                                                      |  |  |  |  |  |  |  |                                      |
|                                                        |                                                                   |  |                                                               |                                                                      |  |  |  |  |  |  |  |                                      |
|                                                        |                                                                   |  |                                                               | Luisa Sasko-Gothajsko-Altenburská                                    |  |  |  |  |  |  |  |                                      |
|                                                        |                                                                   |  |                                                               |                                                                      |  |  |  |  |  |  |  |                                      |
|                                                        | Leopold, vévoda z Albany                                          |  |                                                               |                                                                      |  |  |  |  |  |  |  |                                      |
|                                                        |                                                                   |  |                                                               |                                                                      |  |  |  |  |  |  |  |                                      |
|                                                        |                                                                   |  |                                                               | Eduard August Hannoverský                                            |  |  |  |  |  |  |  |                                      |
|                                                        |                                                                   |  |                                                               |                                                                      |  |  |  |  |  |  |  |                                      |
|                                                        | Viktorie Britská                                                  |  |                                                               |                                                                      |  |  |  |  |  |  |  |                                      |
|                                                        |                                                                   |  |                                                               |                                                                      |  |  |  |  |  |  |  |                                      |
|                                                        |                                                                   |  |                                                               | Viktorie Sasko-Kobursko-Saalfeldská                                  |  |  |  |  |  |  |  |                                      |
|                                                        |                                                                   |  |                                                               |                                                                      |  |  |  |  |  |  |  |                                      |
|                                                        | Karel Eduard Sasko-Kobursko-Gothajský                             |  |                                                               |                                                                      |  |  |  |  |  |  |  |                                      |
|                                                        |                                                                   |  |                                                               |                                                                      |  |  |  |  |  |  |  |                                      |
|                                                        |                                                                   |  |                                                               | Jiří II. Waldecko-Pyrmontský                                         |  |  |  |  |  |  |  |                                      |
|                                                        |                                                                   |  |                                                               |                                                                      |  |  |  |  |  |  |  |                                      |
|                                                        | Jiří Viktor Waldecko-Pyrmontský                                   |  |                                                               |                                                                      |  |  |  |  |  |  |  |                                      |
|                                                        |                                                                   |  |                                                               |                                                                      |  |  |  |  |  |  |  |                                      |
|                                                        |                                                                   |  |                                                               | Emma Anhaltsko-Bernbursko-Schaumbursko-Hoymská                       |  |  |  |  |  |  |  |                                      |
|                                                        |                                                                   |  |                                                               |                                                                      |  |  |  |  |  |  |  |                                      |
|                                                        | Helena Waldecko-Pyrmontská                                        |  |                                                               |                                                                      |  |  |  |  |  |  |  |                                      |
|                                                        |                                                                   |  |                                                               |                                                                      |  |  |  |  |  |  |  |                                      |
|                                                        |                                                                   |  |                                                               | VIlém I. Nasavský                                                    |  |  |  |  |  |  |  |                                      |
|                                                        |                                                                   |  |                                                               |                                                                      |  |  |  |  |  |  |  |                                      |
|                                                        | Helena Nasavská                                                   |  |                                                               |                                                                      |  |  |  |  |  |  |  |                                      |
|                                                        |                                                                   |  |                                                               |                                                                      |  |  |  |  |  |  |  |                                      |
|                                                        |                                                                   |  |                                                               | Pavlína Württemberská                                                |  |  |  |  |  |  |  |                                      |
|                                                        |                                                                   |  |                                                               |                                                                      |  |  |  |  |  |  |  |                                      |
| Johann Leopold, dědičný princ Sasko-Kobursko-Gothajský |                                                                   |  |                                                               |                                                                      |  |  |  |  |  |  |  |                                      |
|                                                        |                                                                   |  |                                                               |                                                                      |  |  |  |  |  |  |  |                                      |
|                                                        |                                                                   |  | Fridrich Vilém Šlesvicko-Holštýnsko-Sonderbursko-Glücksburský |                                                                      |  |  |  |  |  |  |  |                                      |
|                                                        |                                                                   |  |                                                               |                                                                      |  |  |  |  |  |  |  |                                      |
|                                                        | Fridrich Šlesvicko-Holštýnsko-Sonderbursko-Glücksburský           |  |                                                               |                                                                      |  |  |  |  |  |  |  |                                      |
|                                                        |                                                                   |  |                                                               |                                                                      |  |  |  |  |  |  |  |                                      |
|                                                        |                                                                   |  |                                                               | Luisa Karolína Hesensko-Kasselská                                    |  |  |  |  |  |  |  |                                      |
|                                                        |                                                                   |  |                                                               |                                                                      |  |  |  |  |  |  |  |                                      |
|                                                        | Fridrich Ferdinand Šlesvisko-Holštýnský                           |  |                                                               |                                                                      |  |  |  |  |  |  |  |                                      |
|                                                        |                                                                   |  |                                                               |                                                                      |  |  |  |  |  |  |  |                                      |
|                                                        |                                                                   |  |                                                               | Jiří Vilém ze Schaumburg-Lippe                                       |  |  |  |  |  |  |  |                                      |
|                                                        |                                                                   |  |                                                               |                                                                      |  |  |  |  |  |  |  |                                      |
|                                                        | Adléta ze Schaumburg-Lippe                                        |  |                                                               |                                                                      |  |  |  |  |  |  |  |                                      |
|                                                        |                                                                   |  |                                                               |                                                                      |  |  |  |  |  |  |  |                                      |
|                                                        |                                                                   |  |                                                               | Ida Waldecko-Pyrmontská                                              |  |  |  |  |  |  |  |                                      |
|                                                        |                                                                   |  |                                                               |                                                                      |  |  |  |  |  |  |  |                                      |
|                                                        | Viktorie Adléta Šlesvicko-Holštýnská                              |  |                                                               |                                                                      |  |  |  |  |  |  |  |                                      |
|                                                        |                                                                   |  |                                                               |                                                                      |  |  |  |  |  |  |  |                                      |
|                                                        |                                                                   |  |                                                               | Kristián August II. Šlesvicko-Holštýnsko-Sonderbursko-Augustenburský |  |  |  |  |  |  |  |                                      |
|                                                        |                                                                   |  |                                                               |                                                                      |  |  |  |  |  |  |  |                                      |
|                                                        | Fridrich VIII. Šlesvicko-Holštýnský                               |  |                                                               |                                                                      |  |  |  |  |  |  |  |                                      |
|                                                        |                                                                   |  |                                                               |                                                                      |  |  |  |  |  |  |  |                                      |
|                                                        |                                                                   |  |                                                               | Luisa Žofie z Danneskiold-Samsøe                                     |  |  |  |  |  |  |  |                                      |
|                                                        |                                                                   |  |                                                               |                                                                      |  |  |  |  |  |  |  |                                      |
|                                                        | Karolína Matylda Šlesvicko-Holštýnsko-Sonderbursko-Augustenburská |  |                                                               |                                                                      |  |  |  |  |  |  |  |                                      |
|                                                        |                                                                   |  |                                                               |                                                                      |  |  |  |  |  |  |  |                                      |
|                                                        |                                                                   |  |                                                               | Arnošt I. z Hohenlohe-Langenburgu                                    |  |  |  |  |  |  |  |                                      |
|                                                        |                                                                   |  |                                                               |                                                                      |  |  |  |  |  |  |  |                                      |
|                                                        | Adléta z Hohenlohe-Langenburgu                                    |  |                                                               |                                                                      |  |  |  |  |  |  |  |                                      |
|                                                        |                                                                   |  |                                                               |                                                                      |  |  |  |  |  |  |  |                                      |
|                                                        |                                                                   |  |                                                               | Feodora Leiningenská                                                 |  |  |  |  |  |  |  |                                      |
|                                                        |                                                                   |  |                                                               |                                                                      |  |  |  |  |  |  |  |                                      |